# استیون توبولوسکی
استیون توبولوسکی (به انگلیسی: Stephen Tobolowsky) (زاده ۳۰ مه ۱۹۵۱) بازیگر آمریکایی است.

## فیلم‌شناسی
از فیلم‌های معروف او می‌توان به گویندگی در انیمیشن‌های لوراکس و آقای پیبادی و شرمن و بازی در فیلم‌های هیچ‌کس این را نمی‌خواهد، قهرمان، در کشور، جمعه عجیب، سگ سیاه، پرنده‌ای روی سیم، پدر قهرمان من، به سوی خانه ۲، شیادان، زن سفید مجرد، دختر شایسته اخلاق ۲، فردی انگولک شد، پرایم گیگ، به خانه خوش آمدید، پیامبران کنار جاده، عاشق لیزا، دکتر جکیل و خانم هاید، یادگاری، برنده یک قرار با تاد همیلتون!، دوستیابی ناشناس، پولمن، مادرپسر، آینه، آینه و گارفیلد اشاره کرد.